# 성창수
성창수(成昌秀, 1958년 8월 5일~2024년 1월 10일)은 대한민국의 성우, 희극인, 연기자, 연극배우, 영화배우, 트로트 가수 겸 뮤지컬 배우이며 한국방송 성우극회 소속이다. 1983년 KBS 한국방송공사 공채 성우 18기로 입사했다. 성우 출신인데 텔레비전 연기자로 TV 드라마에도 몇 편 출연한 바 있고 희극에도 일가견이 있어 1991년 여름 신동엽 등과 함께 SBS 특채 개그맨에 뽑혀 1990년대 초반에 SBS 코미디 프로그램과 SBS 연예오락 프로그램에 몇 번 출연한 바 있다. 2000년부터 2003년까지는 남성 2인조 트롯 음악 그룹 "금 브라더스"의 구성원으로 가수 활동도 한 바 있으며 뮤지컬 배우 활동 또한 한 바 있다.

## 주요 출연작

### 애니메이션
- 배추도사와 무도사 (KBS)
- 아라비안 나이트 (KBS)
- 베르사유의 장미 (KBS)
- 지구용사 선가드 (KBS) - 장고 박사
- 요술망아지 브링크 (KBS) - 도둑형제 2
- 몬타나 존스 (MBC)
- 무적고양이 팬텀 (MBC)
- 오린의 대모험 (SBS)
- 기동전함 나데카 (SBS) - 맹기동
- 또또와 유령친구들 (SBS) - 귀신들
- 사이버 영혼 바스토프 레몬 (KBS) - 듀프
- 성탄절의 축구 (KBS) - 윌 아버지
- 아나스타샤 (KBS) - 황후저택의 하인

### 영화/외화
- 007 죽느냐 사느냐 (KBS)
- 강호풍운록 (KBS)
- 바그다드 카페 (KBS) - 야스민의 남편(한스 스태드바우어)
- 머스킷티어 (KBS) - 달시
- 에이스 벤츄라 2 (SBS)
- 로코 (KBS) - 귀도
- 인생 (KBS) - 사제
- 라이어 라이어 (KBS) - 증인(랜디 오글레스비)
- 퀵 앤 데드 (KBS) - 술꾼(마크 분 주니어)
- 이보다 더 좋을 순 없다 (KBS) - 사이먼의 지인(자프 코헨) / 의사 선생님(해럴드 레이미스) / 양복 가게 주인(맷 말로이) / 형사
- 재회 (KBS)
- 텀블위즈 (KBS)
- 장미의 전쟁 (KBS)
- 베벌리 힐스 아이들 (MBC)
- 케인호의 반란 (KBS) - 미트볼 선원
- 이프 온리 (KBS) - 호텔 직원(케빈 무어)
- 제리 맥과이어 (KBS) - 릭(도널 로그)
- 아이 리멤버 에이프릴 (KBS)
- 역 (KBS)
- 식스 맨 (KBS)
- 파이어 스톰 (KBS) - 데이비스(존 커스버트)
- 디어 헌터 (KBS)
- 브레이브 하트 (KBS) - 병사
- 조지 오브 정글 (KBS)
- 13일의 금요일6 (KBS)
- 쥬라기 공원 3 (KBS) - 유데스키(마이클 지터)
- 트리플 엑스 (KBS) - 고문범(대니 트레호) / NSA 요원(태너 길) / 군인(마렉 바수트)
- 21그램 (KBS) - 사장(토니 본)
- 판의 미로 - 오필리아와 세 개의 열쇠 (KBS) - 세레노(세자르 베라) / 노인(치초 캄필로)
- 스플래시 (KBS) - 제리(바비 디 시코)
- 빌리 베스게이트 (KBS)
- 홍번구 (KBS)
- 비상근무 (KBS) - 남자 음성1
- 풀 몬티 (KBS) - 데이브
- 허드슨호크 (KBS) - 댈윈
- 미믹 (KBS)
- 갱스터 초치 (KBS) - 형사(퍼시 마체멜라)
- 컷 런스 딥 (KBS) - 웡(톰 홈)
- 레옹 (KBS) - 베니(키스 A. 글래스코) / 호텔 주인(조지 마틴)
- 제5원소 (SBS)
- 굿바이 뉴욕, 황금을 찾아라 (SBS) - 배리
- 로미오 머스트 다이 (SBS) - 이발소 손님(윌리엄 테일러)
- 엑소시스트 (SBS) - 윌리엄 킨더만 형사(리 J. 콥) / 카라스의 삼촌(티토스 반디스) / 악마(머세이디스 매케임브리지)
- 비올라 키스 에브리바디 (SBS) - 루토
- 고스트 독 (SBS) - 새미(비니 벨라로)
- 피아니스트의 전설 (SBS)
- 솔드 아웃 (SBS)
- 튜니티라 불러다오 (KBS) - 총잡이(포루투나토 아레나) / 로버트(제라르 랜드리)
- 허드서커 대리인 (KBS) - 음식점 손님(죠 그리파시) / 회사 직원
- 프랑스 중위의 여자 (KBS)
- 완다라는 이름의 물고기 (KBS)
- 스플래쉬 (KBS) - 제리(바비 디 시코) / 백화점 직원(모리스 라이스)
- 레드 바이올린 (KBS) - 수도원 사제 1, 니콜라스
- 아카풀코 해변수사대 (SBS)
- 데블스 에드버킷 (KBS)
- X파일 (KBS) - 부거, 조수, 마스크
- 일급 살인 (KBS) - 간수(찰스 보스웰)
- 페노메논 (KBS) - 지미(마이클 밀호언) / 잭(브루스 A. 영)
- 말레나 (KBS) - 체육선생님, 변호사
- 사랑과 영혼 (SBS) - 지하철 유령
- 슈퍼에이트 (VIDEO) - 울트라 세븐, 에이스, 80
- 용서받지 못한 자 (KBS) - 마이크(데이빗 머치) / 클라이드(론 화이트)
- 어비스 (SBS)
- 언더시즈 (SBS) - 플리거(데이빗 맥나이트)
- 미지와의 조우 (KBS) - 귀환자(메튜 로빈스) / 탐사원
- 트윈스 (KBS) - 알(데이비드 카루소) / 모리스(데이빗 에프론)
- 영화소년 샤오핑 (KBS) - 샤오핑의 아버지(하옥경)
- 삼형제와 상속자 (SBS) - 샤를 앙리 외
- 라이언하트(KBS) - 불량배(윌리엄 T. 아모스)
- 인디아나 존스: 미궁의 사원 (KBS) - 위버(댄 애크로이드) / 인도인(다르마다사 쿠르푸)
- 라스트 콘서트 (KBS) - 리처드의 친구(에마누엘레 루스폴리)
- 아스테릭스(KBS) - 오르드랄파베틱스(장 작크 드보)
- 보이즈 게임(KBS) - 시릴(리 J. 캠벨)
- 트레이닝 데이 (SBS) - 코카인 중독자(갈란드 위트)
- 폴리스 스토리 (SBS) - 문경관(김흥현)
- 폴리스 스토리 2 (SBS) - 구탐의 부하(윤발)
- SAS 특공대 (KBS) - 테러범(글린 베이커)
- 덤 앤 더머(SBS) - 데일(팰톤 패리)
- 애널라이즈 댓(SBS) - 조이(폴 허만) / 리가치(프랭크 지오) / 죄수(토마스 로잘레스 주니어)
- 홀리 맨 (KBS) - 의사(팀 파웰)
- 내 이름은 브루스 2 (SBS) - 비의 부하(웨인 드하트)
- 공주는 못말려 (SBS) - 카탈도(스테파노 다반차티)
- 성룡의 시티헌터 (SBS) - 맹파의 동료(갈민휘) / 맥도날드의 부하(강부강)
- 사랑과 미움의 교차로 (KBS)
- 넉 오프 (KBS)
- 죽음의 카운트다운 (KBS)
- 레드 히트 (SBS)

### 드라마
- 밥을 태우는 여자 (KBS)
- 대추나무 사랑 걸렸네 (KBS)
- 부부클리닉 사랑과 전쟁 (KBS)

### 방송
- 퀴즈쇼 사총사 (KBS)
- KBS 무대 10년(익숙한 곳에서 길찾기) (KBS 제2라디오)
- KBS 무대 10년(2인 3각) (KBS 제2라디오)

## 같이 보기
- 한국방송 성우극회